# Celaenaclystis
Celaenaclystis là một chi bướm đêm thuộc họ Geometridae.

## Các loài
- Celaenaclystis celaenacris (Prout, 1932)
- Celaenaclystis telygeta (Prout, 1932)